# هانا لودفيغ
هانا لودفيغ (بالألمانية: Hannah Ludwig)‏ هي دراجة ألمانية، ولدت في 15 فبراير 2000.

## وصلات خارجية
- هانا لودويغ على موقع الاتحاد الدولي للدراجات (الإنجليزية)
- هانا لودويغ على موقع أرشيف الدراجات (الإنجليزية)
- هانا لودويغ على موقع إحصائيات الدراجات الإحترافية (الإنجليزية)
- هانا لودويغ على موقع نسبة الدراجات (الإنجليزية)
- هانا لودويغ على موقع CycleBase (الإنجليزية)
- هانا لودويغ على موقع أوليمبيديا (الإنجليزية)
- هانا لودويغ على موقع اللجنة الأولمبية الألمانية (الألمانية)